# Cubobolus beliganus
Cubobolus beliganus är en mångfotingart som beskrevs av Chamberlin 1918. Cubobolus beliganus ingår i släktet Cubobolus och familjen Rhinocricidae. Inga underarter finns listade i Catalogue of Life.